# Mantjo
Mantjo (bulgariska: Манчо) är ett berg i Bulgarien.   Det ligger i regionen Blagoevgrad, i den västra delen av landet, 60 km söder om huvudstaden Sofia. Toppen på Mantjo är 2 397 meter över havet. Mantjo ingår i Rilabergen.
Terrängen runt Mantjo är varierad. Närmaste större samhälle är Samokov, 19,3 km norr om Mantjo. 
Trakten runt Mantjo består i huvudsak av gräsmarker. Runt Mantjo är det ganska glesbefolkat, med 34 invånare per kvadratkilometer.